# Motocyklowe Grand Prix Niemiec
Motocyklowe Grand Prix Niemiec – eliminacja Mistrzostw Świata Motocyklowych Mistrzostw Świata rozgrywana od 1952. Wyścig najczęściej jest rozgrywany na torze Sachsenring.

## Wyniki wyścigów w MMŚ
Różowym kolorem zaznaczone wyścigi, które nie były zaliczane do MMŚ.
| Rok  | Tor         | Moto3               | Moto2               | Moto GP           |
| ---- | ----------- | ------------------- | ------------------- | ----------------- |
| 2021 | Sachsenring | Pedro Acosta        | Remy Gardner        | Marc Márquez      |
| 2020 | Sachsenring | Odwołany            | Odwołany            | Odwołany          |
| 2019 | Sachsenring | Lorenzo Dalla Porta | Álex Márquez        | Marc Márquez      |
| 2018 | Sachsenring | Jorge Martín        | Brad Binder         | Marc Márquez      |
| 2017 | Sachsenring | Joan Mir            | Franco Morbidelli   | Marc Márquez      |
| 2016 | Sachsenring | Khairul Idham Pawi  | Johann Zarco        | Marc Márquez      |
| 2015 | Sachsenring | Danny Kent          | Xavier Siméon       | Marc Márquez      |
| 2014 | Sachsenring | Jack Miller         | Dominique Aegerter  | Marc Márquez      |
| 2013 | Sachsenring | Álex Rins           | Jordi Torres        | Marc Márquez      |
| 2012 | Sachsenring | Sandro Cortese      | Marc Márquez        | Dani Pedrosa      |
| Rok  | Tor         | 125 cm3             | Moto2               | Moto GP           |
| 2011 | Sachsenring | Héctor Faubel       | Marc Márquez        | Dani Pedrosa      |
| 2010 | Sachsenring | Marc Márquez        | Toni Elías          | Dani Pedrosa      |
| Rok  | Tor         | 125 cm3             | 250 cm3             | Moto GP           |
| 2009 | Sachsenring | Julián Simón        | Marco Simoncelli    | Valentino Rossi   |
| 2008 | Sachsenring | Mike Di Meglio      | Marco Simoncelli    | Casey Stoner      |
| 2007 | Sachsenring | Gábor Talmácsi      | Hiroshi Aoyama      | Dani Pedrosa      |
| 2006 | Sachsenring | Mattia Pasini       | Yūki Takahashi      | Valentino Rossi   |
| 2005 | Sachsenring | Mika Kallio         | Dani Pedrosa        | Valentino Rossi   |
| 2004 | Sachsenring | Roberto Locatelli   | Dani Pedrosa        | Max Biaggi        |
| 2003 | Sachsenring | Stefano Perugini    | Roberto Rolfo       | Sete Gibernau     |
| 2002 | Sachsenring | Arnaud Vincent      | Marco Melandri      | Valentino Rossi   |
| Rok  | Tor         | 125 cm3             | 250 cm3             | 500 cm3           |
| 2001 | Sachsenring | Simone Sanna        | Marco Melandri      | Max Biaggi        |
| 2000 | Sachsenring | Youichi Ui          | Olivier Jacque      | Alex Barros       |
| 1999 | Sachsenring | Marco Melandri      | Valentino Rossi     | Kenny Roberts Jr. |
| 1998 | Sachsenring | Tomomi Manako       | Tetsuya Harada      | Michael Doohan    |
| 1997 | Nürburgring | Valentino Rossi     | Tetsuya Harada      | Michael Doohan    |
| 1996 | Nürburgring | Masaki Tokudome     | Ralf Waldmann       | Luca Cadalora     |
| 1995 | Nürburgring | Haruchika Aoki      | Max Biaggi          | Daryl Beattie     |
| 1994 | Hockenheim  | Dirk Raudies        | Loris Capirossi     | Michael Doohan    |
| 1993 | Hockenheim  | Dirk Raudies        | Doriano Romboni     | Daryl Beattie     |
| 1992 | Hockenheim  | Bruno Casanova      | Pierfrancesco Chili | Michael Doohan    |
| 1991 | Hockenheim  | Ralf Waldmann       | Helmut Bradl        | Kevin Schwantz    |

| Rok  | Tor                      | 80 cm3               | 125 cm3             | 250 cm3             | 350 cm3           | 500 cm3           |
| ---- | ------------------------ | -------------------- | ------------------- | ------------------- | ----------------- | ----------------- |
| 1990 | Nürburgring GP-Strecke   |                      | Doriano Romboni     | Wilco Zeelenberg    |                   | Kevin Schwantz    |
| 1989 | Hockenheim               | Peter Öttl           | Àlex Crivillé       | Sito Pons           |                   | Wayne Rainey      |
| 1988 | Nürburgring GP-Strecke   | Jorge Martínez       | Ezio Gianola        | Luca Cadalora       |                   | Kevin Schwantz    |
| 1987 | Hockenheim               | Gerhard Waibel       | Fausto Gresini      | Anton Mang          |                   | Eddie Lawson      |
| 1986 | Nürburgring GP-Strecke   | Manuel Herreros      | Luca Cadalora       | Carlos Lavado       |                   | Eddie Lawson      |
| 1985 | Hockenheim               | Stefan Dörflinger    | August Auinger      | Martin Wimmer       |                   | Christian Sarron  |
| 1984 | Nürburgring GP-Strecke   | Stefan Dörflinger    | Ángel Nieto         | Christian Sarron    |                   | Freddie Spencer   |
| Rok  | Tor                      | 50 cm3               | 125 cm3             | 250 cm3             | 350 cm3           | 500 cm3           |
| 1983 | Hockenheim               | Stefan Dörflinger    | Ángel Nieto         | Carlos Lavado       |                   | Kenny Roberts     |
| 1982 | Hockenheim               | Eugenio Lazzarini    |                     | Anton Mang          | Manfred Herweh    | Randy Mamola      |
| 1981 | Hockenheim               | Stefan Dörflinger    | Ángel Nieto         | Anton Mang          | Anton Mang        | Kenny Roberts     |
| 1980 | Nürburgring Nordschleife | Stefan Dörflinger    | Guy Bertin          | Kork Ballington     | Jon Ekerold       | Marco Lucchinelli |
| 1979 | Hockenheim               | Gerhard Waibel       | Ángel Nieto         | Kork Ballington     | Jon Ekerold       | Wil Hartog        |
| 1978 | Nürburgring Nordschleife | Ricardo Tormo        | Ángel Nieto         | Kork Ballington     | Takazumi Katayama | Virginio Ferrari  |
| 1977 | Hockenheim               | Herbert Rittberger   | Pier Paolo Bianchi  | Christian Sarron    | Takazumi Katayama | Barry Sheene      |
| 1976 | Nürburgring Nordschleife | Ángel Nieto          | Anton Mang          | Walter Villa        | Walter Villa      | Giacomo Agostini  |
| 1975 | Hockenheim               | Ángel Nieto          | Paolo Pileri        | Walter Villa        | Johnny Cecotto    | Giacomo Agostini  |
| 1974 | Nürburgring Nordschleife | Ingo Emmerich        | Fritz Reitmaier     | Helmut Kassner      | Helmut Kassner    | Edmund Czihak     |
| 1973 | Hockenheim               | Theo Timmer          | Kent Andersson      | Jarno Saarinen      | Teuvo Länsivuori  | Phil Read         |
| 1972 | Nürburgring Nordschleife | Jan de Vries         | Gilberto Parlotti   | Hideo Kanaya        | Jarno Saarinen    | Giacomo Agostini  |
| 1971 | Hockenheim               | Jan de Vries         | Dave Simmonds       | Phil Read           | Giacomo Agostini  | Giacomo Agostini  |
| 1970 | Nürburgring Nordschleife | Ángel Nieto          | John Dodds          | Kel Carruthers      | Giacomo Agostini  | Giacomo Agostini  |
| 1969 | Hockenheim               | Aalt Toersen         | Dave Simmonds       | Kent Andersson      | Giacomo Agostini  | Giacomo Agostini  |
| 1968 | Nürburgring Südschleife  | Hans-Georg Anscheidt | Phil Read           | Bill Ivy            | Giacomo Agostini  | Giacomo Agostini  |
| 1967 | Hockenheim               | Hans-Georg Anscheidt | Yoshimi Katayama    | Ralph Bryans        | Mike Hailwood     | Giacomo Agostini  |
| 1966 | Hockenheim               | Hans-Georg Anscheidt | Luigi Taveri        | Mike Hailwood       | Mike Hailwood     | Jim Redman        |
| 1965 | Nürburgring Südschleife  | Ralph Bryans         | Hugh Anderson       | Phil Read           | Giacomo Agostini  | Mike Hailwood     |
| 1964 | Solitude                 | Ralph Bryans         | Jim Redman          | Phil Read           | Jim Redman        | Mike Hailwood     |
| 1963 | Hockenheim               | Hugh Anderson        | Ernst Degner        | Tarquinio Provini   | Jim Redman        |                   |
| 1962 | Solitude                 | Ernst Degner         | Luigi Taveri        | Jim Redman          |                   |                   |
| 1961 | Hockenheim               | Miro Zelnik          | Ernst Degner        | Kunimitsu Takahashi | Frantisek Stastny | Gary Hocking      |
| 1960 | Solitude                 |                      |                     | Gary Hocking        |                   | John Surtees      |
| 1959 | Hockenheim               |                      | Carlo Ubbiali       | Carlo Ubbiali       | John Surtees      | John Surtees      |
| 1958 | Nürburgring Nordschleife |                      | Carlo Ubbiali       | Tarquinio Provini   | John Surtees      | John Surtees      |
| 1957 | Hockenheim               |                      | Carlo Ubbiali       | Carlo Ubbiali       | Libero Liberati   | Libero Liberati   |
| 1956 | Solitude                 |                      | Romolo Ferri        | Carlo Ubbiali       | Bill Lomas        | Reg Armstrong     |
| 1955 | Nürburgring Nordschleife |                      | Carlo Ubbiali       | Hermann Paul Müller | Bill Lomas        | Geoff Duke        |
| 1954 | Solitude                 |                      | Rupert Hollaus      | Werner Haas         | Ray Amm           | Geoff Duke        |
| 1953 | Schottenring             |                      | Carlo Ubbiali       | Werner Haas         | Carlo Bandirola   | Walter Zeller     |
| 1952 | Solitude                 |                      | Werner Haas         | Rudi Felgenheier    | Reg Armstrong     | Reg Armstrong     |
| 1951 | Solitude                 |                      | Hermann Paul Müller | Enrico Lorenzetti   | Geoff Duke        | Geoff Duke        |

| Rok  | Tor                                | 175 cm3          | 250 cm3            | 350 cm3            | 500 cm3            |
| ---- | ---------------------------------- | ---------------- | ------------------ | ------------------ | ------------------ |
| 1939 | Sachsenring                        |                  | Nello Pagani       | Walter Hamelehle   | Dorino Serafini    |
| 1938 | Sachsenring                        |                  | Ewald Kluge        | John White         | Georg Meier        |
| 1937 | Sachsenring                        |                  | Ewald Kluge        | Harold Daniell     | Karl Gall          |
| 1936 | Sachsenring (Hohenstein-Ernstthal) |                  | H. G. Tyrell Smith | Freddie Frith      | Jimmie Guthrie     |
| 1935 | Sachsenring (Hohenstein-Ernstthal) |                  | Walfried Winkler   | Walter Rusk        | Jimmie Guthrie     |
| 1934 | Sachsenring (Hohenstein-Ernstthal) |                  | H. G. Tyrell Smith | Jimmie Simpson     | Otto Ley           |
| 1933 | AVUS                               |                  | Charlie Dodson     | Ernst Loof         | Josef Stelzer      |
| 1931 | Nürburgring Nordschleife           |                  | Elvetio Toricelli  | H. G. Tyrell Smith | Stanley Woods      |
| 1930 | Nürburgring Nordschleife           |                  | Les Crabtree       | Jimmie Guthrie     | Graham Walker      |
| 1929 | Nürburgring Nordschleife           | Arthur Geiß      | Syd Crabtree       | Wal Handley        | H. G. Tyrell Smith |
| 1928 | Nürburgring Nordschleife           | Arthur Geiß      | Syd Crabtree       | Pietro Ghersi      | Charlie Dodson     |
| 1927 | Nürburgring Nordschleife           | Willy Henkelmann | Cecil Ashby        | Jimmie Simpson     | Graham Walker      |
| 1926 | AVUS                               | Kurt Friedrich   | Jock Porter        | Jimmie Simpson     | Josef Stelzer      |
| 1925 | AVUS                               | Willy Zick       | Cecil Ashby        | Miro Maffeis       | Paul Köppen        |